# Gare de Lavaufranche
Gare de Lavaufranche vasútállomás Franciaországban, Lavaufranche településen.

## Vasútvonalak
Az állomást az alábbi vasútvonalak érintik:
- Montluçon-Saint-Sulpice-Laurière-vasútvonal

## Kapcsolódó állomások
A vasútállomáshoz az alábbi állomások vannak a legközelebb:
- Gare de Parsac - Gouzon
- Gare d’Huriel